# Xenillus variabilis
Xenillus variabilis är en kvalsterart som beskrevs av Balogh och Sandór Mahunka 1981. Xenillus variabilis ingår i släktet Xenillus och familjen Xenillidae. Inga underarter finns listade i Catalogue of Life.